# 89 (број)
89 је природан број који се јавља после броја 88, а претходи броју 90.

## У математици
89 је:
- 24. прост број.
- Ченов број.[1]
- Фибоначијев број.

## У науци
- атомски број актинијума.
- Месје 89, елиптична галаксија у сазвежђу Девица.
- NGC 89, спирална галаксија у сазвежђу Феникс.